# Phoenix Airways
 Phoenix Airways  (im Markenauftritt verkürzt Phoenix) war eine Schweizer Charterfluggesellschaft, die ihren Betrieb im Jahr 1974 eingestellt hat.

## Geschichte
Die Phoenix Airways AG wurde am 13. Oktober 1970 von Privatinvestoren in Basel mit einem Kapital von zwei Millionen Schweizer Franken gegründet. Ursprünglich sollte die Gesellschaft den Namen Helvetic Air erhalten. Dies wurde vom Basler Handelsregister abgelehnt, weil es sich um kein Staatsunternehmen handelte. Die Gesellschaft übernahm am 1. April 1971 eine werksneue BAC 111-500 und erhielt am 17. April 1971 ihr  Air Operator Certificate. Die Maschine wurde kurz an westdeutsche Fluggesellschaften vermietet, bevor sie auf von Basel und Zürich ausgehenden Urlaubsflügen (IT-Charter) in den Mittelmeerraum zum Einsatz kam. Daneben führte das Unternehmen Gelegenheitsdienste (Ad-hoc-Charter) in andere europäische Regionen durch, unter anderem nach Skandinavien. 
Zur Aufnahme von Langstreckenflügen erwarb Phoenix Airways im Frühjahr 1972 eine gebrauchte Boeing 707-131 von Israel Aircraft Industries (IAI). Weil das Flugzeug in den nachfrageschwachen Wintermonaten auch Obst und Gemüse aus Israel transportieren sollte, wurde es mit einem Frachttor nachgerüstet. Die Auslieferung der umgebauten Maschine verzögerte sich bis zum 4. November 1972. Infolgedessen mietete die Gesellschaft vom 29. März bis zum 31. Oktober 1972 als Ersatz ein baugleiches Flugzeug von IAI.
Phoenix Airways flog mit ihrer Boeing 707-131F ab Frühjahr 1973 unter anderem IT-Charterdienste von Zürich nach Bangkok (Thailand) sowie nach Lomé (Togo). Während der Sommersaison 1973 wurde die Maschine nur zeitweise ausgelastet. Zudem musste das Flugzeug zwischen den hauptsächlich von Zürich ausgehenden Einsätzen zur Wartung nach Basel überführt werden, was weitere Kosten verursachte. Die finanzielle Situation des ohnehin wirtschaftlich angeschlagenen Unternehmens verschlechterte sich ab Herbst 1973 zunehmend, weil die Kerosinpreise durch die Auswirkungen der ersten Ölkrise erheblich stiegen. Nachdem die BAC 1-11 im Frühjahr 1974 aufgrund offener Wartungsrechnungen gepfändet worden war, entzogen die Schweizer Behörden der Phoenix Airways am 18. März 1974 die Betriebserlaubnis. Das Konkursverfahren wurde im Folgemonat eröffnet.

## Flotte
- BAC 111-529FR (Kennzeichen: HB-ITL)
- Boeing 707-131 und 707-131F (Kennzeichen: N732TW und HB-IEG)[4]